# Нечаев, Юрий Викторович
Юрий Викторович Нечаев (род. 1 января 1961, Владимировка, Алтайский край, РСФСР, СССР) — российский государственный деятель, мэр Горно-Алтайска с 2017 по 2022 год.

## Биография
Юрий Нечаев родился в селе Владимировка Усть-Канского района Алтайского края (ныне Республика Алтай).
В 1982 году окончил Горно-Алтайский педагогический институт по специальности «Математика и физика (учитель средней школы)». С 1982 года по 1985 год работал учителем в школе в селе Карасук Майминского района. С 1985 года по 1987 год был заместителем директора по учебно-воспитательной работе данной школы. С 1987 года по 2000 работал учителем физики, информатики средней школы № 3 Горно-Алтайска. 
В 2000—2009 годах директор средней школы № 9 Горно-Алтайска.
С января 2009 года по март 2012 года — заместитель главы администрации города Горно-Алтайска по социальным вопросам.
На выборах, состоявшихся 4 марта 2012 года, избран депутатом Горно-Алтайского городского совета. 19 марта 2012 года Нечаев избран председателем городского совета. 10 сентября 2017 года вновь избран депутатом Горно-Алтайского городского совета IV созыва. 29 сентября 2017 года на первой организационной сессии городского совета избран мэром города Горно-Алтайска. 16 декабря 2022 года ушёл в отставку с поста главы города Горно-Алтайска.

## Награды
В 1996 году удостоен правительственной награды «Отличник народного просвещения».